# Mount Van Valkenburg
Mount Van Valkenburg ist ein 1165 m hoher Berg im westantarktischen Marie-Byrd-Land. Er ragt etwa 2 km südlich des Mount Burnham in den zu den Ford Ranges gehörigen Clark Mountains auf. 
Teilnehmer der United States Antarctic Service Expedition (1939–1941) entdeckten ihn bei Überflügen von der West Base. Benannt ist der Berg nach Samuel Van Valkenburg (1891–1976), Direktor der School of Geography der Clark University in Worcester, Massachusetts.